# Moviment per la Llibertat i els Drets del Poble
El Moviment per la llibertat i els drets del poble (自由民 権运动, Jiyu Minken Undo) va ser un moviment polític i social japonès a favor de la democràcia durant la dècada del 1880.
Perseguia la formació d'un poder legislatiu electe, la revisió dels Tractats desiguals amb els Estats Units i els països europeus, la institució dels drets civils i la reducció dels impostos centralitzats. Aquest moviment va induir el Govern Meiji a establir una constitució en 1889 i una dieta el 1890, d'altra banda, va fracassar en el seu intent de reduir el control per part del govern central. Les seves demandes a favor d'una democràcia real no van ser escoltades, i el poder va romandre en mans de l'Oligarquia Meiji. Això es va produir perquè, entre altres limitacions, la Constitució Meiji només permetia el dret a vot a aquells que paguessin una quantiosa suma en impostos sobre la propietat, com a resultat de la Reforma de l'Impost de Terres de 1873.

## Persones relacionades
- Itagaki Taisuke
- Okuma Shigenobu
- Gotō Shōjirō
- Ueki Emori
- Etō Shimpei
- Soejima Taneomi
- Ōi Kentarō
- Naitō Roichi
- Nakae Chōmin
- Tokutomi Sohō
- Inoue Kaoru
- Ido Reizan
- Fukuda Hideko
- Chiba Takusaburō